# Sieroniowice
Sieroniowice (dodatkowa nazwa w j. niem. Schironowitz) – wieś w Polsce, położona w województwie opolskim, w powiecie strzeleckim, w gminie Ujazd.
W latach 1975–1998 wieś administracyjnie należała do ówczesnego województwa opolskiego.

## Nazwa
W alfabetycznym spisie miejscowości na terenie Śląska wydanym w 1830 roku we Wrocławiu przez Johanna Knie wieś występuje pod polską nazwą Sieroniowic oraz zgermanizowaną Schieronowitz.

## Integralne części wsi
| SIMC    | Nazwa         | Rodzaj     |
| ------- | ------------- | ---------- |
| 0504433 | Grzeboszowice | przysiółek |

## Historia
W latach 1919–1922 w miejscowej szkole pracował Marcin Trojok.
15 sierpnia 2008 roku o godzinie 17:15 w wieś uderzyła trąba powietrzna, o średnicy ok. 2 km i zniszczyła centralną część miejscowości i uszkodziła 30 gospodarstw.

## Galeria

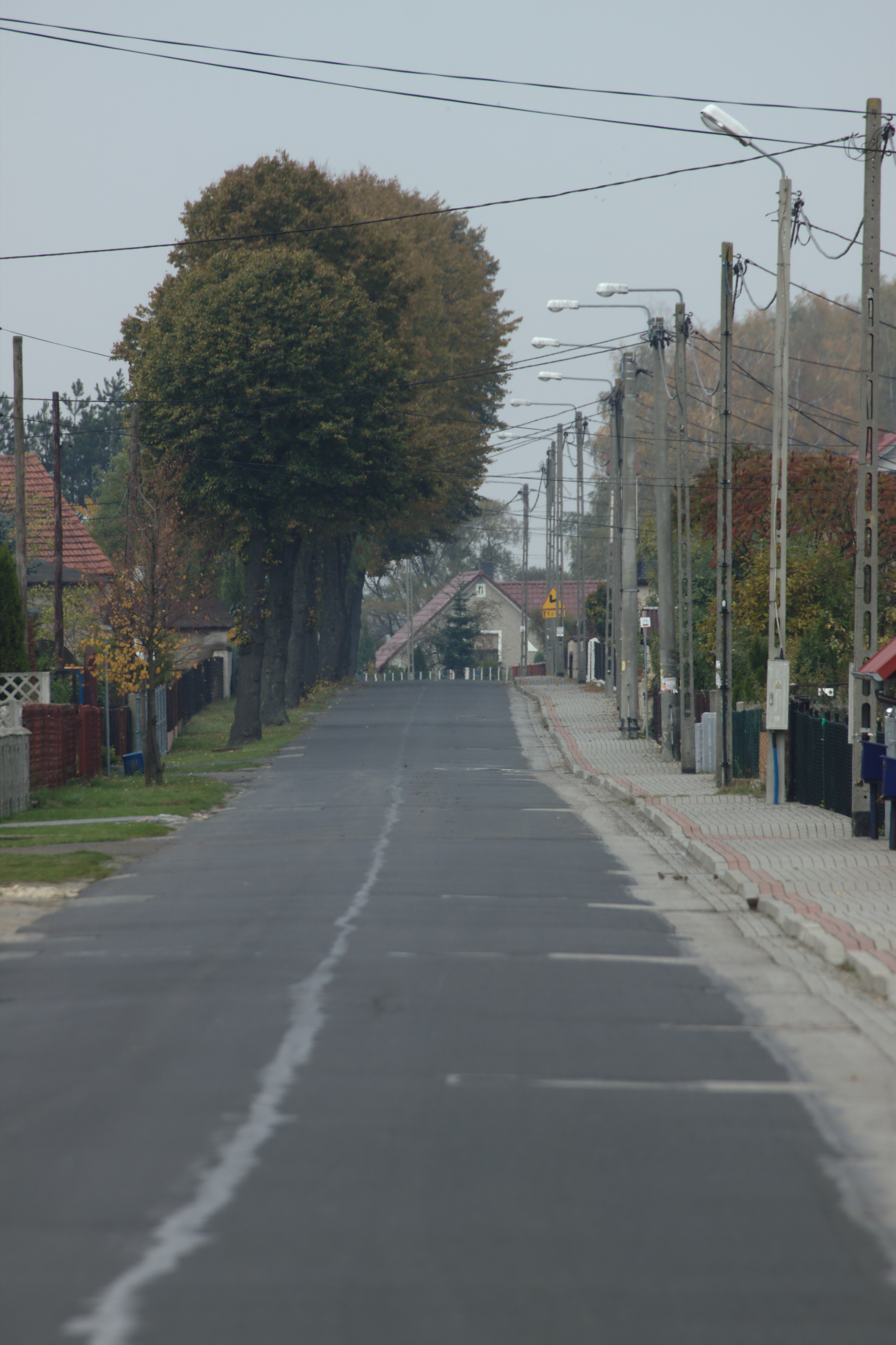
Ulica
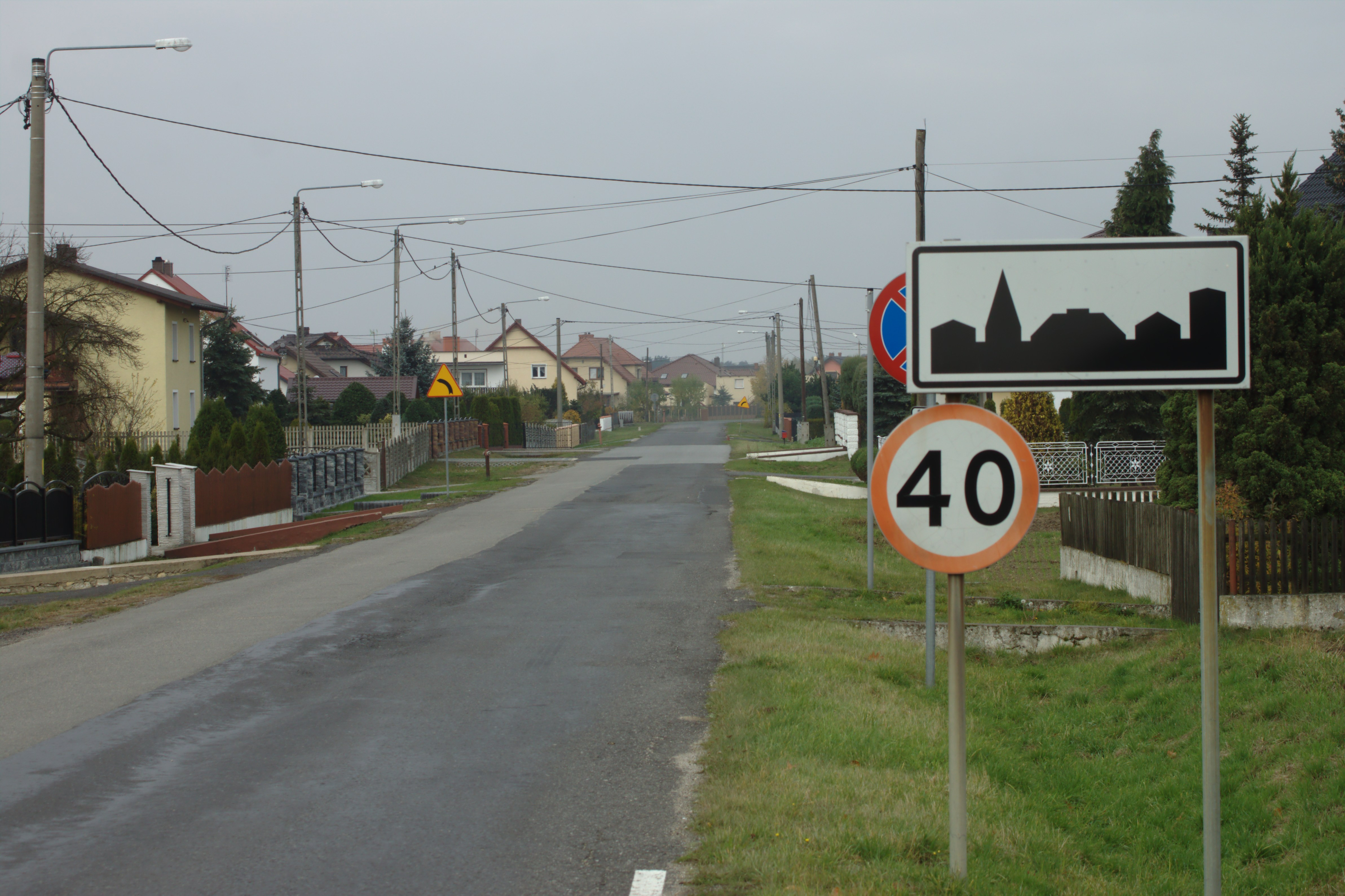
Ulica
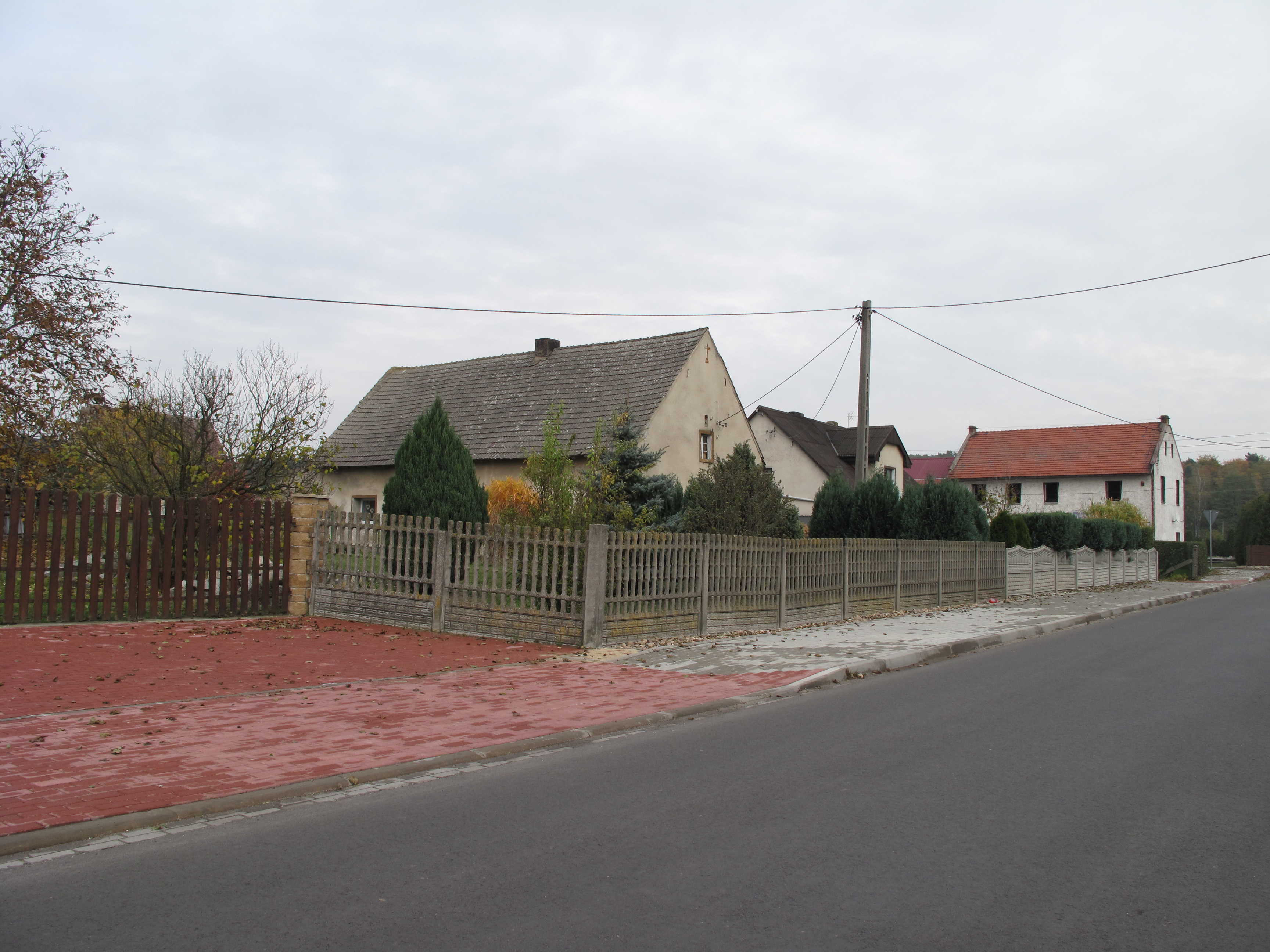
Dom